# ...And Out Come the Wolves
...And Out Come the Wolves è il terzo album in studio del gruppo musicale statunitense Rancid, pubblicato il 22 agosto 1995 dalla Epitaph Records.

## Descrizione
La terza traccia, Roots Radicals, è un tributo al roots reggae, un sottogenere della musica reggae conosciuto per il radicalismo politico. In particolare, la band afferma che "the roots, the reggae on my stereo" cioè che ciò che i membri della band hanno ascoltato durante gli anni giovanili più tardi ha influenzato il loro lavoro.
Time Bomb, Ruby Soho e Roots Radicals furono anche registrati come singoli.

## Tracce
1. Maxwell Murder – 1:25
2. The 11th Hour – 2:28
3. Roots Radicals – 2:47
4. Time Bomb – 2:24
5. Olympia, WA. – 3:30
6. Lock, Step & Gone – 2:25
7. Junkie Man – 3:04
8. Listed M.I.A. – 2:22
9. Ruby Soho – 2:37
10. Daly City Train – 3:21
11. Journey to the End of the East Bay – 3:11
12. She's Automatic – 1:35
13. Old Friend – 2:53
14. Disorder and Disarray – 2:49
15. The Wars End – 1:53
16. You Don't Care Nothin' – 2:28
17. As Wicked – 2:40
18. Avenues & Alleyways – 3:11
19. The Way I Feel – 2:34

## Formazione
- Tim Armstrong – chitarra, voce
- Lars Frederiksen – chitarra, voce
- Matt Freeman – basso, voce
- Brett Reed – batteria
- Bashiri Johnson – percussioni
- Dj Disk – scratch
- Paul Jackson – organo, organo Hammond
- Vic Ruggiero – organo in Time Bomb

## Classifiche
| Classifica (1995) | Posizione massima |
| ----------------- | ----------------- |
| Stati Uniti       | 45                |